# Reißmeter
Ein Reißmeter (auch Meterreisser) ist ein Messgerät, das bei der Produktion von Meterholz zum Ablängen des Rundholzes verwendet wird. Es besteht aus einer ein Meter langen Holzlatte mit eisernen Beschlägen an den Enden. Die eine Seite besitzt eine Anlegespitze, die andere einen Reißer zur Markierung der Messstelle. Die Holzlatte ist in der Regel in Dezimeter eingeteilt.
Eine einfachere Variante ist der Meterstock.